# دابل فاين
شركة دابل فاين هي شركة تطوير ألعاب فيديو أمريكية تملكها إكس بوكس غيم ستوديوز ومقرها في سان فرانسيسكو ، كاليفورنيا. تأسست في يوليو 2000 من قبل تيم شافر.
واصلت الشركة البناء على وضعها كمطور مستقل وعززت الجهود لمساعدة المطورين المستقلين الأصغر حجمًا من خلال نفوذها، بما في ذلك أن تصبح ناشرًا لألعاب الفيديو لهذه الألعاب. اشترت مايكروسوفت الاستوديو في يونيو 2019.